# Giovanni Antonio Coleti
Giovanni Antonio Coleti, mort à Venise en 1818, est un imprimeur et érudit italien.

## Biographie
Frère de Giandomenico et Giovanni Giacomo, tout en consacrant une grande partie de son temps aux affaires et à l’imprimerie qu’il tenait de sa famille, il trouva moyen de devenir très-habile dans les langues italienne, latine, grecque et hébraïque, et de cultiver avec succès la poésie, ainsi qu’on le voit par les manuscrits qu’il a laissés. Il a traduit en langue italienne les oraisons funèbres du pape Clément XIII et de Giovan Girolamo Zuccato, chancelier de la république de Venise, que le docteur Dalle Laste, qui avait été son maître pour les belles-lettres et d’autres travaux plus graves, avait composées en latin. Giovanni Antonio Coleti a travaillé au catalogue raisonné des histoires particulières des villes d’Italie, mais seul et non avec son frère. Il coopéra avec son frère Giandomenico à la collection des Vies des femmes illustres, dont il n’a paru qu’un volume. Il a publié une nouvelle édition avec de savantes notes de la Lettera di Bernardino Tomitano a Francesco Longo, tous deux littérateurs du 16e siècle. Dans la préface, il prend la défense de Francesco Sansovino, qu’on avait à ce sujet accusé d’imposture. Enfin il a traduit en vers italiens les vers grecs de St. Grégoire de Nazianze sur la charité. On ne doit pas omettre de faire remarquer que, par ses corrections typographiques, Coletti a donné un grand prix à l’édition de l’Iliade d’Homère, publiée, d’après un ancien manuscrit de St-Marc, par Villoison, ainsi qu’à ses anecdotes grecques. Aussi le savant Français, qui fut pendant un an entier l’hôte de Coleti, le combla-t-il d’éloges à ce sujet. Après avoir joui toute sa vie de l’estime et de l’affection de tous les érudits qui fleurirent dans son temps à Venise, Giovanni Antonio Coleti mourut dans cette ville, en 1818.